# Marmalade (película)
Marmalade es una película romántica de atracos de 2024 escrita y dirigida por Keir O'Donnell, en su debut como director, y protagonizada por Joe Keery, Camila Morrone y Aldis Hodge.
La película se estrenó en cines y en video bajo demanda el 9 de febrero de 2024.

## Reparto
- Joe Keery como Baron
- Camila Morrone como Marmalade
- Aldis Hodge como Otis

## Producción
La película fue producida por Signature Entertainment y Tea Shop Productions, con Sarah Gabriel y Marc Goldberg como productores de Signature, y con James Harris y Mark Lane como productores de Tea Shop. Fue realizada en asociación con Jason Shapiro de la empresa de gestión estadounidense Silver Lining Entertainment. Polly Morgan trabajó como directora de fotografía del proyecto.
Se reveló que Keery, Marrone y Hodge estaban en el elenco en julio de 2022.
La fotografía principal finalizó en Minnesota en julio de 2022.

## Estreno
Marmalade se estrenó en cines y bajo demanda el 9 de febrero de 2024.